# Pandzsír-völgy
A Pandzsír-völgy (angolul Panjsheer vagy Panjsher Valley; pastu / dari : درهٔ پنجشير -Dare-ye Panjšēr ; szó szerint: az öt oroszlán völgye) Afganisztán északkeleti  részén található, 150 km-re Kabultól, a Hindukus hegység közelében, a Pandzsír folyó mentén. A völgyben több mint 100.000 ember él, zömében tádzsikok.  A völgy korábban Parwan tartomány része volt, de 2004 áprilisában önállósult Pandzsír tartomány néven.

## Történelem

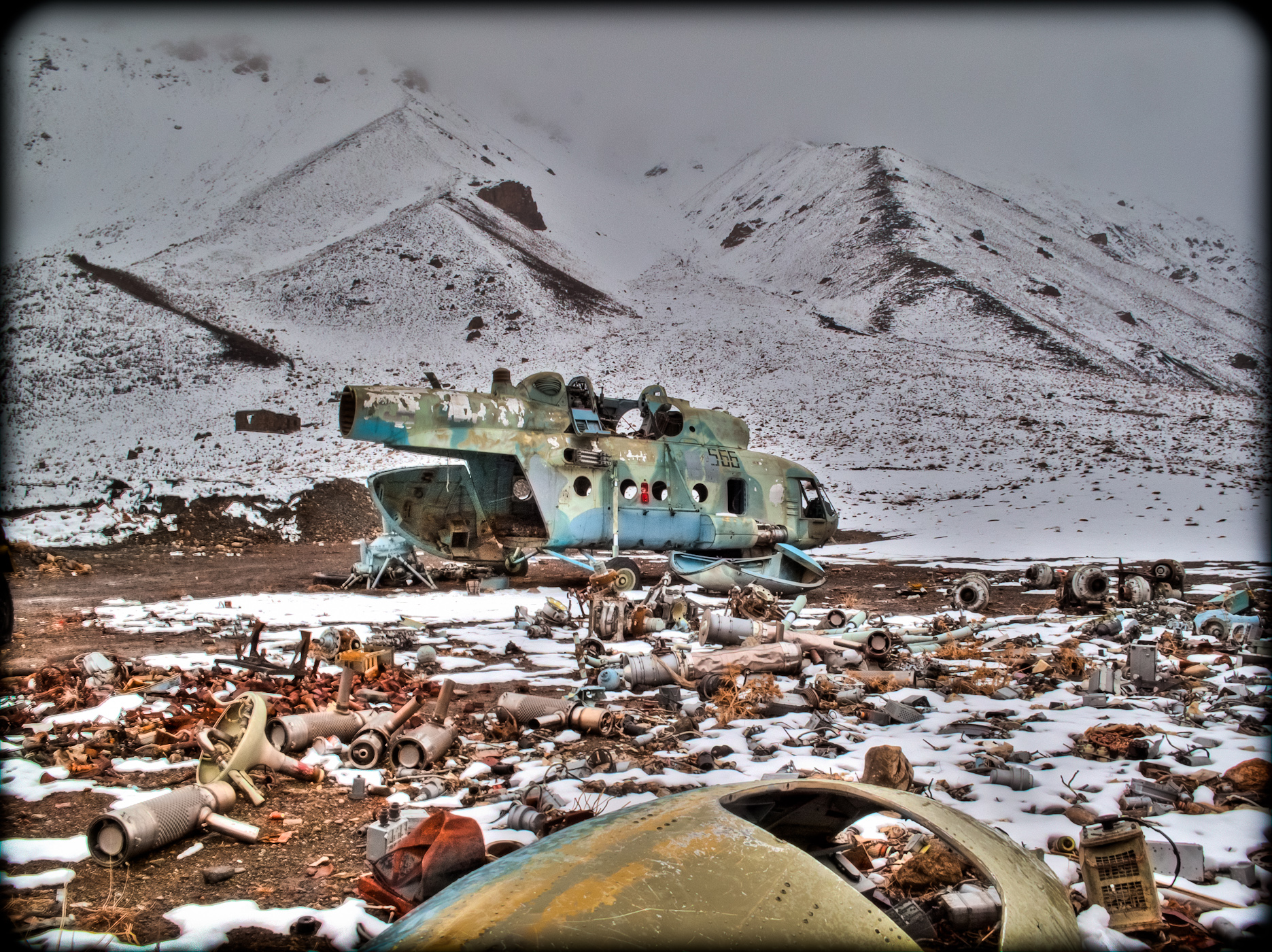
Egy lezuhant szovjet katonai helikopter maradványa Pandzsírban, 2011-ben

A kb. 100 km hosszú Pandzsír-völgy mindig is fontos közlekedési útvonal volt. Innen lehet eljutni a Hindukus két fontos hágójához, a Khawak-hágóhoz (3848 m) amely Afganisztán északi síkságaihoz vezet, és az Andzsumán-hágóhoz (4430 m) amely Badaksztánba vezet (itt haladtak át Nagy Sándor és Timur Lenk seregei is).
A szovjet–afgán háború idején, 1980-1985 között, ebben a völgyben az egykori Afganisztán Demokratikus Köztársaság és a Szovjetunió csapatai több csatát vívtak a mudzsahedek ellen, de Ahmed Sah Masszúd helyi parancsnok erői sikeresen visszaverték őket.
A völgy az 1996–2001-es afgán polgárháború idején ismét számos csata helyszíne volt. Az Északi Szövetség részeként sikeresen ellenállt a  tálibok támadásainak. Miután Afganisztánt - ENSZ-felhatalmazás alapján - megszállták az USA által vezetett koalíciós csapatok,  az ISAF műveletek idején a völgy az ország egyik legbiztonságosabb régiójának számított. 2021 augusztusának végén a tálibokkal szembeni ellenállás fő bástyája lett (lásd: Pandzsír-konfliktus).

## Gazdaság és természeti erőforrások

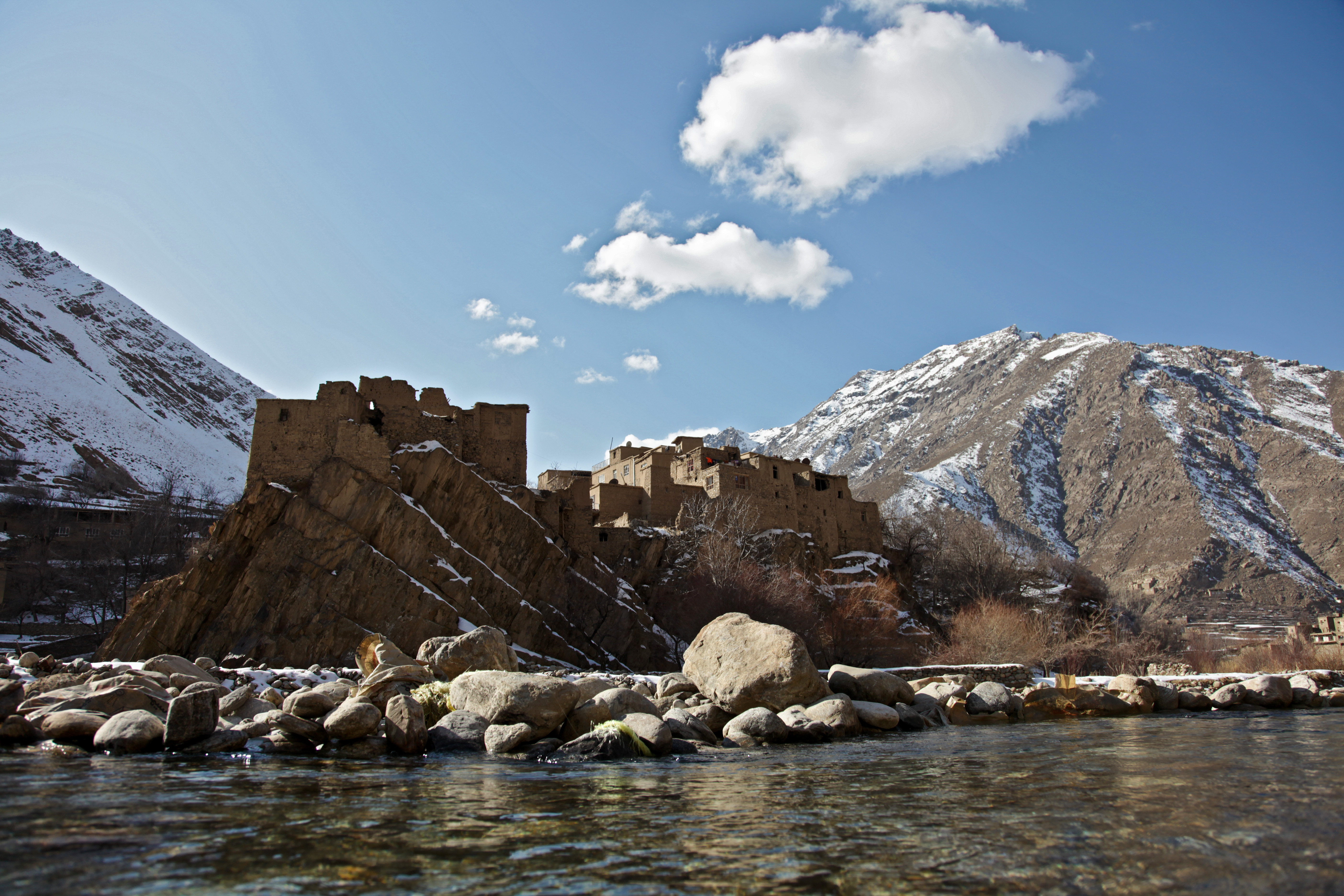
Épületek a Pandzsír folyó partján

A Pandzsír-völgy potenciálisan a smaragdbányászat egyik központjává válhat. Idősebb Plinius már a Kr. e. 1. században írt az itt található drágakövekről. A középkorban a völgyben ezüstbányászat folyt, a Szaffáridák és Szamanidák érméi itteni nyersanyagból készültek. 1985 után  legalább 190 karátos smaragdokat találtak itt, minőségük a kolumbiai Muzo bánya legfinomabb kristályaival vetekedett. Az amerikai újjáépítési erőfeszítések fejlődést hoztak a völgynek, modern utak épültek, valamint egy rádiótorony, amely lehetővé teszi a Kabulból sugárzott rádiójelek vételét. Vízerőművek építése révén a völgy Afganisztán fő energiaforrásává válhatna. Rewat helység mellett lehet az első gát.
2008 áprilisában egy 10 turbinás szélerőműpark épült.

## Külső hivatkozások
- Ahol a nap felkel: Afganisztán (videó, 2017. szeptember 1)
- Fényképek Pandzsír tartományból